# John Dierker
John Dierker (* um 1970 in Baltimore, Maryland) ist ein US-amerikanischer Jazz- und Improvisationsmusiker (Bassklarinette, Klarinette, Tenorsaxophon).

## Leben
Dierker, der bei Stuart Saunders Smith studierte, arbeitete seit den 1990er-Jahren im Raum Baltimore im Bereich Free Jazz, improvisierter Musik, aber auch Noise, Indie-Rock und Experimentalmusik, u. a. mit Peter Zummo, Jason Willett, Jad Fair, John Hughes und der Formation The Basement Boys. Mehrere Jahre war er Mitglied in Lafayette Gilchrists Band The New Volcanoes. Anfang 2001 nahm er mit seinem seit 1992 bestehenden Trio mit Jonathan Vincent (Piano) und Jeff Arnal (Schlagzeug) sein Debütalbum  Spy Satellite (Generate Records, 2002) auf. Glenn Astarita (All About Jazz) bezeichnet ihn als bedeutenden Improvisationsstilisten, dessen Konzept mit aufheulenden Linien, Einwürfen aus Blues-getränkten Chorussen und einer Albert Ayler ähnlichen Energieentfaltung gesteigert wird.
Gegenwärtig spielt er in verschiedenen Formationen u. a. mit Susan Alcorn, Michael Formanek, Charlotte Hug, Dave Ballou und Will Redman; 2018 mit Joe Morris und Ben Hall. Im Bereich des Jazz war er zwischen 1994 und 2016 an elf Aufnahmesessions beteiligt, zuletzt mit Lafayette Gilchrist. Dierker ist auch als Musikpädagoge am College der Towson University tätig.

## Diskographische Hinweise
- Lafayette Gilchrist: Asphalt Revolt (LG, 2000)
- Lafayette Gilchrist: Towards the Shining Path (Hyena, 2005)
- Lafayette Gilchrist: Soul Progressin’ (Hyena, 2008)
- Dave Ballou, John Dierker, Luke Stewart, Mike Kuhl: Kraft (2022)